# Пузлинский
Пузлинский — ботанический памятник природы в Усть-Куломском районе Республики Коми. В памятнике природы охраняется реликтовый флористический комплекс на выходах известняков. Учреждён в 1984 году в приустьевом участке долины реки Пузла (правый приток верхней Вычегды) на территории Пузлинского лесничества Помоздинского лесхоза.
Площадь — 15 га. Ширина охраняемой полосы по каждому берегу реки составляет 50 м.

## Флора
Флора прибрежных обнажений насчитывает 165 видов, в том числе редкие виды башмачок настоящий, башмачок пятнистый, пион уклоняющийся, криптограмма Стеллера.